# کانادا در المپیک تابستانی ۲۰۱۲
کانادا در بازی‌های المپیک تابستانی ۲۰۱۲ که در شهر لندن برگزار شد، کاروان کانادا با ۲۸۱ ورزشکار در این رقابت‌ها شرکت کرد و موفق به کسب ۱۸ مدال (۱ طلا، ۵ نقره، ۱۲ برنز) شد. در جدول رتبه‌بندی توزیع مدال‌ها، کانادا در ردهٔ ۳۶ مسابقات قرار گرفت.